# Chitonopsis boyoolie
Chitonopsis boyoolie är en kräftdjursart som beskrevs av Bruce 1994. Chitonopsis boyoolie ingår i släktet Chitonopsis och familjen klotkräftor. Inga underarter finns listade i Catalogue of Life.